# Media Maratón Camino de Santiago Los Arcos-Viana
La Media Maratón Camino de Santiago Los Arcos - Viana es una competición atlética celebrada anualmente desde 2016 entre las localidades de Los Arcos y Viana, ambas situadas dentro de la Merindad de Estella, en la Comunidad Foral de Navarra.

## Historia

El símbolo característico del Camino de Santiago

La prueba nació en el año 2016 de la mano de los ayuntamientos de Los Arcos y Viana. Desde entonces mantiene un recorrido de 21 kilómetros, muchos de los cuales trascurren a través del Camino de Santiago.
En la primera edición se disputó en el mes de junio, mientras que la segunda edición se modificó trasladándose al mes de noviembre. En la actualidad, junto con la San Fermín Marathon, Medio Maratón Ciudad de Tudela, Maratón Vía Verde del Plazaola y la Medio Maratón Zubiri-Pamplona es un a de las maratones más relevantes en la Comunidad Foral.